# 胜利路 (天津市)
胜利路是中国天津市河北区的一条街道。修筑于1902年，长2189米。胜利路北到新开路与昆纬路交口，南到北安桥，与平安街和海河东路相交。目前，胜利路地区是天津市历史风貌建筑的聚集地之一，大量的名人故居坐落于此。

## 历史
在天津意租界开辟之前，胜利路南端为海河北岸贮盐地的土路，北段则为水坑。明崇祯七年，胜利路一带曾建有泰山行宫。清光绪二十八年（1902年），胜利路所在区域东西两侧先后成为天津意租界和天津奥租界。而胜利路也成为天津意租界和天津奥租界的交界线。1903年，胜利路沿街左右开始建房筑路。当时的胜利路在天津意租界称“迪里雅斯德道”（Via Trieste），也称“意奥交界路”，当时的胜利路在天津奥租界称“大安街”，也称“意奥南大街”和“意租界西交界路”。1917年8月14日，中国政府对奥宣战的当天，中国军警进驻天津奥租界，该租界被改为天津第二特别区，胜利路又成为天津意租界和天津第二特别区的交界线。1937年，汪伪天津特别市政府将该路改称“河东八路”。1939年，胜利路南段与海河交汇处建成一座木桥，时称“新桥”（今北安桥）。1946年，天津市政府光复后，此路随着新桥重建并命名为“胜利桥”而更名“胜利路”。1975年，胜利桥改建后更名为“北安桥”，而今南京路在当时改名为“胜利路”，因此该路更名为当时北安桥南的“北安道”。1999年，货场大街和北安道拓宽贯通并统一改称为胜利路。

## 现况与发展
胜利路目前全长2189米，宽9米，两侧人行道均宽5米，为沥青路面。沿途建有梁启超旧居、梁启超“饮冰室”书斋、原回力球馆、张鸣岐旧宅、易兆云旧居和意大利兵营等建筑。

## 沿路建筑
胜利路曾经和现在比较著名的建筑有：
- 天津市历史风貌建筑：华世奎故居，原北安道3号。
- 天津市历史风貌建筑：卢景贵故居，原北安道19号。
- 天津市历史风貌建筑：阎家琦宅邸，原北安道21号。

此外，沿胜利路周边的著名建筑有：
- 天津市历史风貌建筑：鲍贵卿旧宅，平安街81号。
- 天津市历史风貌建筑：曹锟旧居，进步道94号。[2]

## 交汇道路
目前，与胜利路相交汇的主要道路有：
- 新开路
- 昆纬路
- 娘娘庙前街
- 碧海路
- 金纬路
- 滨海道

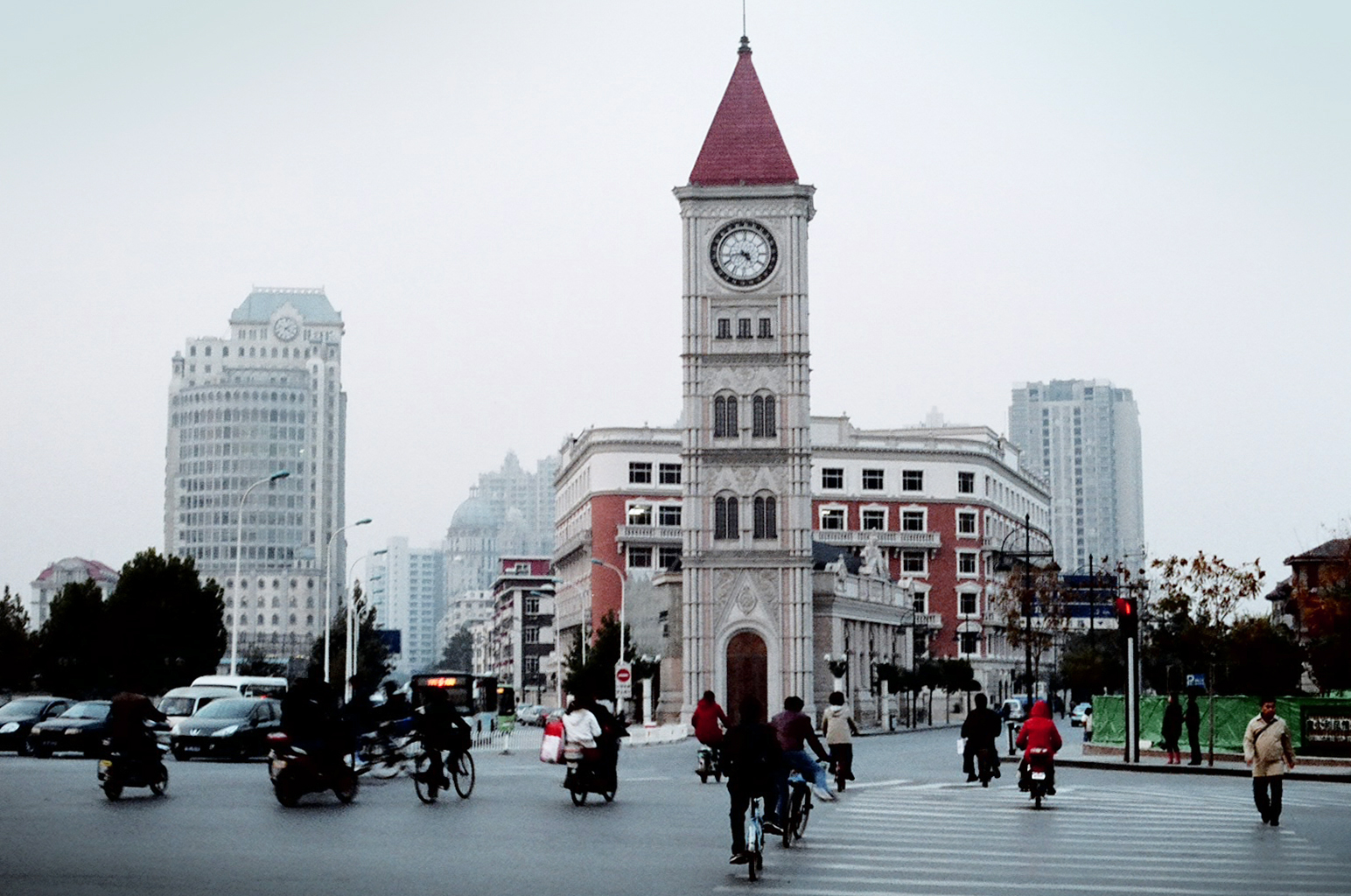
胜利路与平安街的交口处

- 兴隆街 原意中交界路（Via Fiume）
- 建国道 原伊曼纽尔三世路、原大马路（Corso Vittorio Emanuele）、原天津奥租界大马路
- 民主道 原文森索罗西道、原二马路（Via Vincenzo Rossi）、原天津奥租界二马路
- 进步道 原埃马诺卡洛托道、原三马路（Via Ermanno Carlotto）、原天津奥租界三马路
- 光复道 原康特伽利娜道、原四马路（Via Conte Gallina）
- 自由道 原五马路（Via Conte Galeazzo Ciana）、原天津奥租界四马路
- 博爱道 原桑朱利亚诺侯爵道、原六马路（Via Marchese di San Giuliano）
- 海河东路 原河沿路（Via Banchia d'Italia）
- 平安街